# Bryorella erumpens
Bryorella erumpens är en svampart som beskrevs av Döbbeler 1978. Bryorella erumpens ingår i släktet Bryorella, klassen Dothideomycetes, divisionen sporsäcksvampar och riket svampar.   Inga underarter finns listade i Catalogue of Life.